# Kay Lyra
Kay Lyra (* 24. September 1971 in Rio de Janeiro) ist eine brasilianische Musikerin (Gesang, Gitarre, Komposition) der Bossa Nova, die sich auch dem amerikanischen Songwriting öffnete.

## Leben und Wirken
Lyra ist die Tochter von Kate und Carlos Lyra. 1987 studierte sie lyrischen Gesang bei Eliane Sampaio und nahm mit ihren Eltern an der Fernsehsendung Ele e Elas von Luís Carlos Miele teil. 1992 nahm sie an der Show Bossa nova solo ihres Vaters teil, die im Nachtclub Un, Deux, Trois in Rio stattfand. Im folgenden Jahr studierte sie mit einem Stipendium an der Berklee School of Music in den USA. 1994 kehrte sie nach Brasilien zurück, wo sie dem Laranjeiras Arts Centre beitrat. 1996 studierte sie Operngesang in Deutschland, wo sie zudem in Musicals auftrat.
1998 gab Lyra Solokonzerte im Sala Funarte in Rio, in denen sie auch ein eigenes Lied mit dem Titel „Você me tirou do sério“ vorstellte. Sie nahm an der Sendung Ao vivo entre amigos von Ricardo Cravo Albin teil und trat zusammen mit Roberto Menescal, Carlos Lyra und Luís Carlos Miele in einer Show zum 40-jährigen Jubiläum der Bossa Nova auf. Auch in den folgenden Jahren hielt ihre Konzerttätigkeit an. Erste Aufnahmen von Titeln wie „Meditação“, „Tea for Two“ oder „Isaura“ wurden veröffentlicht. 2007 erschien das Album Kandagawa, das neben Klassikern ihre Lieder „World Falling Down“ und „Chaplin without Colour“ enthält.
2011 holte ihr Ehemann Mauricio Maestro, mit dem sie auch sonst häufig auftritt, Lyra für sein Album Upside Down. 2016 legte Sunnyside Records ihr Album Just a Silly Game vor.

## Diskografische Hinweise
- Influência do Jazz (2005)
- Kandagawa (2007)
- Just a Silly Game (2016, mit u. a. Mauricio Maestro, Chiquito Braga, Maurício Einhorn)